# The Burning of Cork

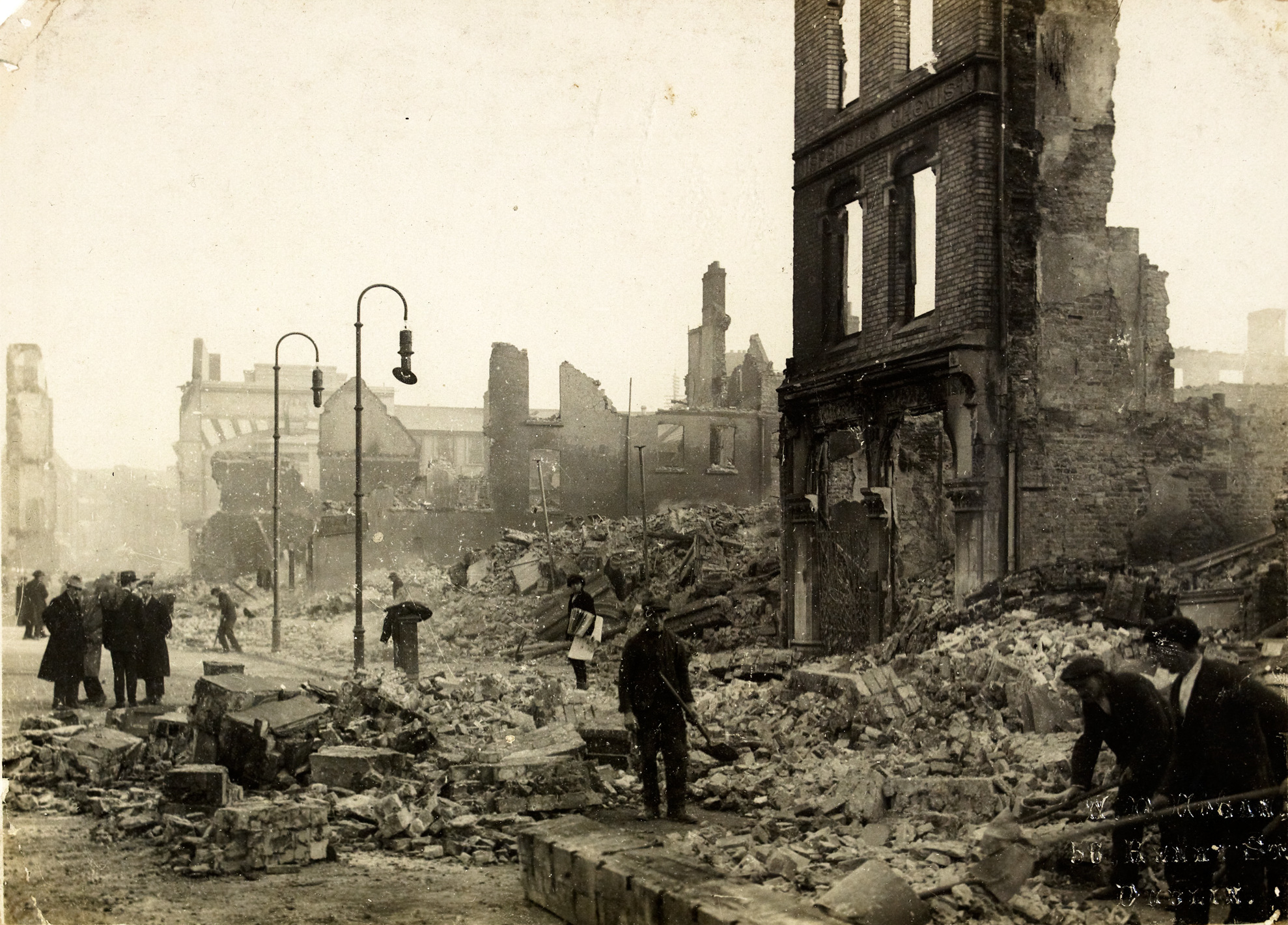
Cork na de brand

The Burning of Cork vond plaats in de nacht van 11 december op 12 december van 1920. Gedurende die nacht werden grote delen van het centrum van de stad Cork in de as gelegd door Engelse paramilitaire organisaties, als de Auxiliaries en de Black and Tans, nadat een afdeling van de Auxiliairies in een hinderlaag was gelopen van het IRA. Deze gebeurtenis wordt door de Ieren als een van de keerpunten in de geschiedenis van het onafhankelijkstreven van Ierland gezien.

## Wat eraan voorafging
De Ierse onafhankelijkheidsstrijd was onbeheersbaar geworden en Cork zat er midden in. In Ierland werd een guerrillaoorlog gevoerd, gevoed door represailles en contra-represailles en de straten van de stad Cork werden een slagveld van een bloedige en onontkoombare uitputtingsslag.
In de nacht van 11 december 1920 zou Cork een nog nooit eerder voorgekomen nacht van verschrikking en vernietiging door de hand van de Britse strijdmachten ervaren.
Met meer dan 2 hectare van vernietigd stadsgrondgebied en een geschatte 20 miljoen pond aan schade wordt de Burning of Cork als het meest uitzonderlijke voorval gedurende de hele periode van de nationalistische strijd beschouwd.
The Burning of Cork kan niet worden bezien als een geïsoleerd incident in de negen maanden voorafgaand aan deze nacht. De stad was getuige van een immer escalerende cyclus van geweld door de aanvallen van Irish Volunteers, de Ierse vrijwilligers, die op hun beurt weer werden gevolgd door de voorspelbare represailles door de Forces of the Crown, de Britse legereenheden onder opperbevel van de Britse vorst.
Met twee vermoorde gekozen burgemeesters van Cork, Terence MacSwiney en Thomas Mac Curtain, de eerste gevangengezet in Bristol en na een hongerstaking gestorven, de tweede in zijn eigen huis geëxecuteerd door leden van de Britse paramilitaire troepen, en diverse hoge officieren van de Britse Autoriteit ontvoerd en omgebracht in de december maand door de Volunteers plus de dodelijke hinderlaag voor de Auxiliairies op zaterdag 11 december 1920, werd de lont ontstoken voor de gebeurtenissen die zich zouden afspelen in de nacht dat Cork brandde.